# Franz Schrader
Jean Daniel François Schrader, född 11 januari 1844 i Bordeaux, död 18 oktober 1924 i Paris, var en fransk geograf och kartograf.
Schrader var professor i geografi vid École d'anthropologie i Paris och föreståndare för firman Hachette & C:ies kartografiska avdelning. Han skrev ensam eller tillsammans med andra geografiska läroböcker för franska läroverk på olika stadier samt utarbetade väggkartor och kartsamlingar, bland annat Atlas de géographie historique (55 blad), Atlas de géographie moderne (64 kartor, tillsammans med Prudent och Anthoine) och Atlas universel de géographie (90 kartor, tillsammans med Vivien de Saint-Martin).